# Parque paisajístico de las Montañas del Búho
El parque paisajístico de las Montañas del Búho (en polaco: Park Krajobrazowy Gór Sowich) es un área protegida (parque paisajístico) que forma parte de las Montañas del Búho en el suroeste de Polonia. Fue creado en 1991, y cubre un área de 81,41 km².
El parque se encuentra en el Voivodato de Baja Silesia, repartido entre el Distrito de Dzierżoniów (municipio de Dzierżoniów), el Distrito de Kłodzko (Nowa Ruda), el Distrito de Wałbrzych (Głuszyca y Walim) y el Distrito de Ząbkowice Śląskie (Stoszowice).